# Where Have I Known You Before
 (juin 2022).
La mise en forme du texte ne suit pas les recommandations de Wikipédia : il faut le « wikifier ».
Les points d'amélioration suivants sont les cas les plus fréquents :
- Les titres sont pré-formatés par le logiciel. Ils ne sont ni en capitales, ni en gras.
- Le texte ne doit pas être écrit en capitales (les noms de famille non plus), ni en gras, ni en italique, ni en « petit »…
- Le gras n'est utilisé que pour surligner le titre de l'article dans l'introduction, une seule fois.
- L'italique est rarement utilisé : mots en langue étrangère, titres d'œuvres, noms de bateaux, etc.
- Les citations ne sont pas en italique mais en corps de texte normal. Elles sont entourées par des guillemets français : « et ».
- Les listes à puces sont à éviter, des paragraphes rédigés étant largement préférés. Les tableaux sont à réserver à la présentation de données structurées (résultats, etc.).
- Les appels de note de bas de page (petits chiffres en exposant, introduits par l'outil «  Source ») sont à placer entre la fin de phrase et le point final[comme ça].
- Les liens internes (vers d'autres articles de Wikipédia) sont à choisir avec parcimonie. Créez des liens vers des articles approfondissant le sujet. Les termes génériques sans rapport avec le sujet sont à éviter, ainsi que les répétitions de liens vers un même terme.
- Les liens externes sont à placer uniquement dans une section « Liens externes », à la fin de l'article. Ces liens sont à choisir avec parcimonie suivant les règles définies. Si un lien sert de source à l'article, son insertion dans le texte est à faire par les notes de bas de page.
- La présentation des références doit suivre les conventions bibliographiques. Il est recommandé d'utiliser les modèles {{Ouvrage}}, {{Chapitre}}, {{Article}}, {{Lien web}} et/ou {{Bibliographie}}. Le mode d'édition visuel peut mettre en forme automatiquement les références.
- Insérer une infobox (cadre d'informations à droite) n'est pas obligatoire pour parachever la mise en page.

Pour une aide détaillée, merci de consulter Aide:Wikification.
Si vous pensez que ces points ont été résolus, vous pouvez retirer ce bandeau et améliorer la mise en forme d'un autre article.
Where Have I Known You Before est le troisième album du groupe Return to Forever et le deuxième depuis que le leader Chick Corea a changé la formation et est passé à l'instrumentation électrique, jouant du jazz fusion influencé par le son d'autres groupes tels que Weather Report, Mahavishnu Orchestra ou The Headhunters. C'est précisément sur ce quatrième album que le guitariste Al Di Meola fait son entrée avec Return To Forever en remplacement de Bill Connors, ce sera alors la formation dite classique du groupe.
Cet article a été entièrement traduit du Wikipedia anglophone consacré à l'album Where Have I Known You Before du groupe Return to Forever. 

## Historique de l'album
Bien que le style de Return to Forever soit resté inchangé depuis son précédent album, Hymn of the Seventh Galaxy (1973), des changements importants ont eu lieu dans le son et la composition du groupe. Chick Corea a commencé à utiliser des synthétiseurs, tels que le Minimoog et le ARP Odyssey. Un changement tout aussi important a été le remplacement du guitariste Bill Connors par Al Di Meola, seulement âgé de 19 ans. Connors a quitté le groupe après le précédent album pour se concentrer sur sa carrière solo acoustique. Une autre raison de son départ était sa réticence à voyager; il a préféré rester dans la région de San Francisco.
Entre les morceaux plus longs de l'album se trouvent trois des courtes improvisations au piano de Corea qui portaient toutes un titre commençant par "Where Have I...".
Le premier morceau est "Vulcan Worlds" de Stanley Clarke avec des motifs mélodiques qui apparaissent sur le deuxième album solo du bassiste, Stanley Clarke sorti en 1974. La pièce montre que Clarke est "l'un des bassistes électriques les plus rapides et les plus faciles du moment". Chaque musicien, à l'exception du batteur Lenny White, joue de longs solos.
Le long morceau suivant est la composition de Lenny White "The Shadow of Lo", une pièce avec de nombreux changements d'ambiance. Le dernier morceau de la face A est "Beyond the Seventh Galaxy" de Corea, une suite de son "Hymn of the Seventh Galaxy", la pièce-titre de l'album précédent du groupe. La face B débute avec le jam collectif "Earth Juice". La majeure partie de la face B est occupé par l'épopée de 14 minutes de Chick Corea "Song to the Pharaoh Kings", une pièce remarquable pour son utilisation de la gamme mineure harmonique. Le morceau a une longue introduction au synthétiseur accompagné par l'orgue, après quoi Chick Corea est rejoint par le groupe au complet, et un thème "oriental" apparaît. Chaque membre du groupe joue un long solo.

## Contenu de l'album
Toutes les pièces de l'album sont signées Chick Corea, excepté là où spécifié.
- 1.	"Vulcan Worlds"	- Stanley Clarke	7:51
- 2.	"Where Have I Loved You Before?" 1:02
- 3.	"The Shadow of Lo" -	Lenny White	7:32
- 4.	"Where Have I Danced with You Before?"	1:14
- 5.	"Beyond the Seventh Galaxy"	 3:13
- 6.	"Earth Juice" -	Corea, Clarke, White, Al Di Meola 3:46
- 7.	"Where Have I Known You Before?  2:20
- 8.	"Song to the Pharaoh Kings" 14:21

## Personnel
- Chick Corea – piano acoustique, piano électrique Fender Rhodes, clavinet Hohner, orgue Yamaha, synthétiseurs ARP Odyssey & Minimoog, percussions
- Al Di Meola - guitare électrique, guitare acoustique 12 cordes
- Stanley Clarke - basse, orgue Yamaha, cloches, carillons
- Lenny White – batterie, congas, bongos, percussions

## Personnel technique
- Chick Corea - production
- Shelly Yakus - ingénieur du son
- Tom Rabstenek – mastering
- Herb Dreiwitz - photographie de couverture